# Christian Treschow til Orelund
 Der er flere personer med dette navn, se Christian Treschow.
Christian Frederik Treschow (født 27. december 1897 på Orelund, død 17. november 1987 sammesteds) var en dansk godsejer, kammerherre og hofjægermester.
Han var søn af hofjægermester Frederik Treschow og hustru Olga født Uhlendorff, blev student fra Stenhus Kostskole 1915 og tog filosofikum 1916 og 1. del af statsvidenskabelig eksamen 1918. Treschow var landvæsenselev 1918-21 og attaché ved den danske legation i Paris 1921-22.
1922 blev han ejer af Orelund, som han ejede til 1970. Han var også besidder af Det Treschow-Torbenfeldtske fideikommis fra 1952, bestyrer af Det Treschowske legatfideikommis, af de Treschowske stiftelser og af Frk. G og Fru H. Ryan's legater samt medlem af bestyrelsen for Holbæk Amts økonomiske Selskab 1938-60. Han var Ridder af Dannebrog.
Treschow blev gift 18. januar 1923 med Ellen Lehn Schiøler (29. september 1899 i København - 26. november 1994 på Orelund), datter af grosserer, vekselerer, ornitolog Eiler Lehn Schiøler og hustru Ellen Dorothea født Plum.